# Verbena thymoides
Verbena thymoides — вид трав'янистих рослин родини Вербенові (Verbenaceae), поширений у пд. Бразилії, пн. Аргентині, Уругваї.

## Опис
Трава з дерев'янистою основою, розпростерта, висотою 20–30 см, стебла лежачі з висхідними квітковими гілками, запушеність: короткі жорсткі притиснуті волоски. Листки сидячі, листові пластини 5–10 × 0.2–1 мм, 3-секційні, сегменти від лінійних до вузько-еліптичних, бічні сегменти зазвичай роздвоєні або розсічені, вершини загострені, поля цілі зазвичай викривлені, обидві поверхні з короткими жорсткими притиснутими волосками.
Суцвіття — щільні багатоквіткові колоски, збільшені в плодоношенні. Квіткові приквітки 1.8–3 мм, вузько яйцюваті з гострою верхівкою, запушеність: розсіяні короткі жорсткі притиснуті волоски, поля безволосі. Чашечка довжиною 3–4 мм, вкрита розсіяними короткими жорсткими притиснутими волосками, трикутні зубчики 1 мм. Віночок блідо-блакитний або бузковий, що перетворюється з білого у фіолетовий, 4–5.5 мм, зовні безволосий.

## Поширення
Поширений у пд. Бразилії, пн. Аргентині й Уругваї.
Населяє сухі поля й кам'янисті та піщані ґрунти, в основному з травами.